# Brulart (Adelsgeschlecht)

Wappen der Familie Brulart

Die Familie Brulart ist eine französische Adelsfamilie, die sich früh in Paris im Dienste der Könige von Frankreich etablierte und später in Burgund begütert war.

## Übersicht
Der erste Träger des Namens waren Adam Brulart in der ersten Hälfte des 12. Jahrhunderts, der als Bouteiller des Grafen von Champagne genannt wird, sowie dessen Sohn Geoffroi in gleicher Funktion. Eine familiäre Verbindung zu Jacques Brulart, der 1323 als Baron de Heez et d’Agnets im Artois genannt wird, ist nicht bekannt.
Die Familie bestand aus drei Linien:
- die jüngste ist die der Herren von La Borde, die 1743 ausstarb
- die älteste ist die der Herren von Sillery, die 1770 ausstarb
- die mittlere ist die der Herren von Genlis, die 1793 ausstarb

Die bekanntesten Angehörigen der Familie sind:
- Pierre Brûlart de Genlis († 1608), Außenminister
- Nicolas Brûlart de Sillery († 1624), Kanzler von Frankreich
- Noël Brulart de Sillery († 1640), Kommandeur des Johanniterordens
- Pierre Brûlart de Sillery († 1640), Außenminister
- Louis Roger Brulart de Sillery († 1691)
- Fabio Brûlart de Sillery († 1714), Mitglied der Académie française
- Louis Philogène Brulart de Sillery († 1770), Außenminister
- Marie Brulart de La Borde († 1763), Première dame d’honneur der Königin Maria Leszczyńska
- Charles-Alexis Brûlart de Sillery († 1793), Abgeordneter der Nationalversammlung
- Félicité de Genlis († 1830), dessen Ehefrau
- Pamela Brulart de Sillery († 1831), deren Tochter mit dem Herzog von Orléans

## Stammliste

### Ursprünge
1. Jacques Brulart, fl. 1323, Baron de Heez et d’Agnets, Président aux enquêtes des Königs Philipp VI.
  1. Gaspard Brulart, fl. 1356, Baron de Heez, Lieutenant du Maître des Engins et Machines de Guerre des Königs Johann II.
    1. Girard Brulart (X 1415 in der Schlacht von Azincourt), Baron de Heez et d’Aignets, Lieutenant d’une compagnie de 100 hommes d’armes unter Jacques de Châtillon, Seigneur de Dampierre, Admiral von Frankreich
    2. Nicolas Brulart, fl. 1440/50, Conseiller du Roi; ⚭ Isabeau Jouvenel, Tochter von Jean Jouvenel, Seigneur de Traînel et de La Chapelle-Gauthier, und Michelle de Vitry (Juvénal des Ursins)
      1. Piere Brulart († 24. Juni 1483), Clerc von Jean Bureau († 1463), Trésorier de France, 1466 Conseiller secrétaire du Roi – Nachkommen siehe unten

### 15. und 16. Jahrhundert
1. Piere Brulart (I.) († 24. Juni 1483), 1437 bezeugt, 1466 Conseiller secrétaire du Roi; ⚭ (1) Denise Dourdin († 18. Februar 1466), einzige Tochter von Raoul Dourdin und Catherine Bailli; ⚭ (2) Marguerite de Livres († nach 1483) – Vorfahren siehe oben
  1. (1) Jean Brulart († 20. November 1519[2]), Seigneur de Héez, de Courtieux et d’Aignets, 23. Juni 1502 Conseiller au Parlement; ⚭ (1) Jeanne Jayer († 15. September 1505[3]), Tochter von Philippe Jayer und Gillette le Coq; ⚭ (2) Guillemette Allegrain, Witwe von Piere Regnault, Seigneur de Montmort; ⚭ (3) Jeanne Aligret, Witwe von Jean de Sansec
    1. (1) Catherine Brulart; ⚭ Louis de Longueil, Conseiller au Parlement
    2. (1) Jacqueline (alias Catherine) Brulart († nach 13. März 1562), Nonne in der Priorei Saint-Louis de Poissy
    3. (1) Pierre Brulart (II.) († 1. Oktober 1541), 14. November 1522 Conseiller au Parlement; ⚭ Ambroise Reynault, Dame de Berny[4] († 19. Oktober 1551), Tochter von Pierre Reynault, Seigneur de Montmort, und Guillemette Allegrain
      1. Pierre Brulart (III.) († 31. Dezember 1584), Seigneur de Berny, Président des enquêtes; ⚭ 30. November 1543[5] Marie Cauchon, Dame de Sillery et de Puisieux, Tochter von Jean Cauchon und Marie Picart
        1. Nicolas Brulart (* 17. Dezember 1544; † 1. Oktober 1624), 1619 Marquis de Sillery, Seigneur de Puisieux, de Marines, de Berny etc., 1607 Kanzler von Frankreich; ⚭ (Ehevertrag 24. November 1574)[6] Claude Prudhomme, Tochter von Louis Prudhomme, Seigneur de Fontenay en Brie, Trésorier de France in Rouen, und Marie Luillier (L’Huillier) de Boulencourt – Nachkommen siehe unten
        2. François Brulart, Archidiakon in Reims, Abt von Valleroi und Chanteraine, Almosenier des Königs, vom Domkapitel zum Erzbischof von Reims gewählt, lehnte die Wahl ab, Gründer des Jesuitenkollegs in Reims
        3. Noël Brulart, Malteserordensritter, genannt le Commandeur de Sillery, Chevalier d’honneur der Königin Maria de’ Medici, Ambassadeur de la Réligion in Frankreich und beim Papst, Außerordentlicher Gesandter Frankreichs in Spanien, Erbauer der Kirche des Couvent des Filles de la Visitation Sainte-Marie in der Rue Saint-Antoine in Paris
        4. Jean Brulart, Kapuziner
        5. Marie Brulart; ⚭ Louis Durand, Seigneur de Villegagnon, Maître des requêtes
        6. Anne Brulart; ⚭ 25. August 1582 Laurent Cauchon, Seigneur de Trélon, Maître des requêtes, dann Conseiller d’État
        7. Madeleine Brulart; ⚭ Guichard Faure, Sekretär des Königs
        8. Catherine Brulart, Äbtissin von Longchamp
        9. Mathieu Brulart, Seigneur de Berny, Conseiller au Parlement, Botschafter in Savoyen und Flandern; ⚭ Marie de Boudeville, Dame de Vaux
          1. (1) Pierre Brulart, Seigneur de Vaux⚭ Madeleine de Cerisiers Tochter von Barnabé de Cérisiers, Maître des Comptes, und Marie Hulin[7]
            1. Noël Brulart (* wohl 1618; † 7. März 1714, 96 Jahre alt), Seigneur de Vaux
              1. Pierre Brulart († 22. November 1658), Malteserordensritter, Galeerenkapitän
              2. Madeleine Brulart, Nonne im Couvent des Filles de la Visitation Sainte-Marie in Paris

        10. Jérôme Brulart, 1587 minderjährig

      2. Jean Brulart
      3. François Brulart, Kanoniker in Tours
      4. Nicolas und Jacques Brulart, Mönche in der Abtei Saint-Denis
      5. Jeanne Brulart, Nonne bei den Filles-Dieu in Paris
      6. Marie Brulart, Nonne im Kloster Montmartre
      7. Anne Brulart, Nonne in Hières
      8. Marie Brulart; ⚭ Charles le Prévôt († 1583), Seigneur de Grandville, Intendant des Finances

    4. (1) Nicolas Brulart († 21. April 1561[8]), Kantor und Kanoniker an Saint-Honoré in Paris
    5. (1) Geofroi Brulart, Intendant de Justice in der Champagne
    6. (1) Sohn, Mönch in der Abtei Saint-Denis
    7. (1) Noël Brulart († 1557), Seigneur de Crosne, 29. August 1541 Procureur général du Parlement; ⚭ Isabeau Bourdin, Tochter von Jacques Bourdin, Seigneur de Villaines, Contrôleur général des Finances en Touraine, und Catherine Brinon – Nachkommen siehe unten
    8. (1) Jacques Brulart, Baron de Héez et d’Aignets; ⚭ Elisabeth/Isabelle le Picard, Tochter von Renaud, Seigneur de Villevrart, und Catherine Turquan
      1. Jeanne Brulart, Dame de Héez; ⚭ Pierre Hennequin, Seigneur de Boinville, Président au Parlement

  2. (1) Geneviève Brulart
  3. (2) Marie Brulart
  4. (2) Pierre Brulart, 1480 bezeugt
  5. (2) Geoffroi Brulart, 1480[9] bezeugt

### Die Marquis de Sillery
1. Nicolas Brulart († 1. Oktober 1624), 1619 Marquis de Sillery, Seigneur de Puisieux, de Marines, de Berny etc., 1607 Kanzler von Frankreich; ⚭ (Ehevertrag 24. November 1574)[10] Claude Prudhomme, Tochter von Louis Prudhomme, Seigneur de Fontenay en Brie, Trésorier de France in Rouen, und Marie Luillier (L’Huillier) de Boulencourt – Vorfahren siehe oben
  1. Pierre Brulart (IV.) (* wohl 1583; † 22. April 1640, 57 Jahre alt), Marquis de Sillery, Vicomte de Puisieux etc., 1. Januar 1607 Secretaire d’État et de Commandements et Finances, Grand trésorier des ordres du Roi, 1612 Außerordentlicher Gesandter Frankreichs in Spanien; ⚭ (1) 1606 Madeleine de Neufville Villeroy († 24. November 1613), Tochter von Charles de Neufville, Marquis de Villeroy et d'Alincourt, Gouverneur von Lyon, und Catherine/Marguerite de Mandelot; ⚭ (2) (Ehevertrag 11. Januar 1615) Charlotte d’Estampes de Valençay (* wohl 1597; † 8. September 1677, 80 Jahre alt), Tochter von Jean d’Estampes, Chevalier des Ordres du Roi, und Sara d’Applaincourt (Haus Estampes)
    1. (2) Louis Roger Brulart (* 1619, † 19. März 1691, 72 Jahre alt), Marquis de Sillery, Vicomte de Puisieux etc., 4. Juni 1651 Mestre de camp eines Infanterieregiments; ⚭ Mai 1638 Marie-Catherine de La Rochefoucauld (* wohl 1620; † 7. März 1698, 78 Jahre alt), Tochter von François V. de La Rochefoucauld, und Gabrielle du Plessis-Liancourt
      1. Roger Brulart (~ 1. April 1640; † 28. März 1719, 79 Jahre alt), Marquis de Sillery et de Puisieux, 1697–1708 Außerordentlicher Botschafter in der Schweiz, 1705 Chevalier des Ordres du Roi, Lieutenant-général des Armées du Roi, Gouverneur von Huningue und Épernay, Conseiller d’État ordinaire d’Épée; ⚭ 7. März 1668 Claude Godet († 24. Mai 1681), Dame de Reyneville et de Marc, Erbtochter von Joachim Godet, Seigneur de Reyneville et de Marc (bei Châlons-en-Champagne), Lieutenant-général des Armées du Roi, und Claudine de Châtillon
        1. Félix-François Brulart de Sillery († 25. April 1707 in der Schlacht bei Almansa), Comte de Sillery, Oberst eines Infanterieregiments, Brigadier des Armées du Roi
        2. Catherine-Françoise Brulart (* wohl 1672; † 20. September 1750, 78 Jahre alt); ⚭ 2. Mai 1697 Pierre Allemand, Comte de Montmartin († 7. Januar 1713), Lieutenant de Roi in der Dauphiné
        3. Gabrielle Charlotte Elisabeth Brulart (* wohl 1671; † 16. Januar 1740, 68 Jahre alt); ⚭ 27. Januar 1702 Joseph-François de Blanchefort, Baron d’Asnois en Nivernois († 16. März 1714), Gouverneur der Provinz und des Pays de Gex
        4. Anne Claud(in)e Brulart († 14. März 1737); ⚭ Dezember 1703 Pierre Brulart, Marquis de Genlis (siehe unten)
        5. 4 Töchter († jung)

      2. Louis Brulart (* wohl 1642, † 17. Juli 1664 in Portugal, 22 Jahre alt[11]), Malteserordensritter
      3. François Brulart († 1668), Abt von Saint-Basle
      4. Charles-Henri Brulart (* wohl Anfang 1651, † 1. August 1664 in der Schlacht bei Saint-Gotthard, 13½ Jahre alt), Seigneur de Briançon
      5. Achilles Brulart (* wohl 1654, † 3. Juli 1674 in Landau in seinem 20. Lebensjahr an Verwundungen, die er am 16. Juni 1674 in der Schlacht bei Sinsheim erlitten hatte), Malteserordensritter
      6. Fabio Brulart (* 25. Oktober 1655; † 20. November 1714), Doktor der Sorbonne, Abt von Saint-Basle, La Plisse, Le Gard und Chezy, 1692 Bischof von Soissons, 1705 Mitglied der Académie française
      7. Carloman-Philogène Brulart (* wohl 1656; † 27. November 1727, 71 Jahre alt), genannt le Comte de Sillery, Kapitän zur See, Oberst der Infanterie des Régiment du Prince de Conti, 31. März 1719 Gouverneur von Épernay; ⚭ August 1697 Marie-Louise Bigot (* wohl 1662; † 8. Mai 1746, 84 Jahre alt), Tochter von Antoine Bigot, Auditeur des Comptes de Paris, und Louise Renard
        1. Louis Philogène Brulart de Sillery (* 12. Mai 1702; † 8. Dezember 1770), genannt le Marquis de Sillery, Vicomte[12] de Puisieux etc., Oberst der Infanterie, Botschafter in Neapel, Außenminister, 1748 Chevalier des Ordres du Roi; ⚭ 19. Juli 1722 Charlotte-Félicité Le Tellier, Tochter von Louis-Nicolas Le Tellier, Marquis de Souvré, Maître de la Garde-robe du Roi, und Catherine Charlotte de Pas-Feuquières, Dame de Rebenac
          1. Adélaïde-Félicité Brulart de Sillery (* 5. November 1725; † vor 1759[13]); ⚭ (mit Dispens) 26. Januar 1744 Louis-Charles-César Le Tellier (* 2. Juli 1695; † 2. Januar 1771), 1739 Comte und 1763 Duc d‘Estrées, 1757 Marschall von Frankreich (Le Tellier de Louvois)

        2. Marie Brulart (* 30. Oktober 1707; † 31. Mai 1771) genannt Mademoiselle de Sillery

      8. Marie-Catherine Brulart († November 1717); ⚭ 23. November 1664 Jean-Baptiste de Rochefort d’Ailly, Comte de Saint-Point et de Montferrand, Sohn von Claude de Rochefort d’Ailly, Comte de Saint-Point, und Anne de Lucinge
      9. Jeanne-Andrée-Charlotte Brulart (* wohl 1647; † 21. Oktober 1710, 63 Jahre alt); ⚭ 1672 Gabriel de Lagnan, Marquis de Boisfévrier († vor 1710)
      10. Gabrielle-Françoise Brulart (* wohl 1649; † 27. Juni 1732, 83 Jahre alt); ⚭ 23. Juni 1675[14] Louis de Tibergeau, Marquis de La Mothe au Maine, Sohn von Louis de Tibergeau, Seigneur de La Mothe, und Renée le Camus
      11. Marie-Françoise Brulart († 31. Januar 1707); ⚭ 1683 François Hyacinthe de Gontheri, Marquis de Cavaglia, Lieutenant-général des Armées des Herzogs von Savoyen

    2. (2) Nicolas-François Brulart († nach 1677), Abt von Lespau, Saint-Basle, Le Jard, La Plissée und La Cour-Dieu
    3. (2) Claude-Charles Brulart, 7. Juli 1640 Malteserordensritter, Baron de Précigny
    4. (2) Léonor-Adam Brulart († Dezember 1699), Abt von Puisieux und Marines
    5. (2) Charlotte Brulart (* wohl 1619; † 22. September 1697, 78 Jahre alt); ⚭ 15. Mai 1640 François d'Estampes, Marquis de Mauny, Sohn von Jacques d’Estampes, Marquis de La Ferté-Imbault, Marschall von Frankreich, und Catherine Blanche de Choiseul-Praslin
    6. (2) Marie Eléonore Brulart († 3. Februar 1687), Äbtissin von Avenay
    7. (2) Françoise Brulart, Nonne in Avenay

  2. Henri Brulart († 16 Jahre alt Student am Collège de Navarre), getauft im Namen der Schweizer Kantone
  3. Nicolas Brulart († 6 Monate alt)
  4. Marie Brulart († 1628), Nonne bei den Filles-Dieu in Paris
  5. Isabelle/Jeanne Brulart; ⚭ (Ehevertrag 30. Juli 1601) Gaspard Dauvet, Seigneur des Marêts, Gouverneur des Beauvaisis, 1615–1618 Botschafter in England, 1619 Chevalier des Ordres du Roi, Sohn von Pierre Dauvet und Marie de Rouvroy-Saint-Simon
  6. Claude Brulart; ⚭ 3. Februar 1605 Nicolas de Bellièvre, Seigneur de Grignon, Sohn von Pomponne de Bellièvre, Kanzler von Frankreich, und Marie Prunier
  7. Charlotte und Madeleine Brulart († jung)

### Die Marquis de La Borde
1. Noël Brulart († 1557), Seigneur de Crosne, 29. August 1541 Procureur général du Parlement; ⚭ Isabeau Bourdin, Tochter von Jacques Bourdin, Seigneur de Villaines, Contrôleur général des Finances en Touraine, und Catherine Brinon – Vorfahren siehe oben
  1. Jacques Brulart, Abt von Melinais, Maître des requêtes
  2. Denis Brulart (I.), Baron de La Borde, Conseiller au Parlement de Paris, 25. Juli 1570 Premier Président au Parlement de Bourgogne, 10. Juni 1610 zurückgetreten; ⚭ 9. Januar 1563 Madeleine Hennequin, Tochter von Jean Hennequin, Seigneur de Dammartin, Conseiller au Parlement, und Anne Molé
    1. Nicolas Brulart (I.) († Januar 1627), Baron de La Borde etc., Maître des requêtes, 1602 Président au Parlement de Bourgogne, 1610 Premier Président du Parlement de Bourgogne; ⚭ 8. Oktober 1593 Marie Bourgeois, Dame d’Origny, Tochter von Claude Bourgeois, Président au Parlement de Bourgogne, und Françoise de Montholon
      1. Denis Brulart (II.), August 1645 Marquis de La Borde, Baron de Sombernon etc., 1627 Premier Président au Parlement de Bourgogne; ⚭ 29. Januar 1623 Marie Massol, Tochter von Jean Massol, Conseiller au Parlement de Bourgogne, und Claude Maillard
        1. Nicolas Brulart (II.) (* 19. Januar 1627; † 29. August 1692), Marquis de La Borde, Baron de Somberon etc., 17. April 1657 Premier Président au Parlement de Bourgogne; ⚭ (1) Marie Cazet († 1666), Tochter von François Cazet, Seigneur de Vautorte, und Marie Marcel; ⚭ (2) Marie Bouthillier-Chavigny (* wohl 1646; † 11. Juni 1728, 82 Jahre alt), Tochter von Léon Bouthillier, comte de Chavigny et de Buzancais, 1623–1643 Außenminister, und Anne Phélypeaux de Villesavin, sie heiratete in zweiter Ehe im Mai 1698 César III. Auguste de Choiseul de Plessis-Praslin, 1684 Duc de Choiseul, Pair de France, 1688 Chevalier des Ordres du Roi
          1. (1) Jacqueline Charlotte Brulart (* wohl 1660; † 28. Dezember 1743, 83 Jahre alt); ⚭ 6. Februar 1689 Henri Louis de Loménie, Comte de Brienne (* wohl 1758; † 14. März 1743, 85 Jahre alt), Sohn von Louis Henri de Loménie, Secrétaire d’État, und Henriette Bouthillier-Chavigny
          2. (1) Marie-Reine Brulart, Nonne im Couvent des Filles de la Visitation Sainte-Marie in Dijon
          3. (1) Tochter, 1691 ledig
          4. (2) Armand-Nicolas Brulart († 22. Dezember 1695 durch Unfall), Marquis de La Borde etc.
          5. (2) Jean-Baptiste Brulart († 15. November 1703 in der Schlacht am Speyerbach), Baron de Couches et de Sombernon, Kapitän der Gendarmes im Berry
          6. (2) Louis Brulart († 1701 in Soncino[15]), Malteserordensritter, Kapitän im Régiment d’Auvergne
          7. (2) Anne Brulart; ⚭ Gaspard de Vichy, Seigneur de Champrond/Chameron
          8. (2) Marie Brulart († 11. September 1763), Première dame d’honneur der Königin Maria Leszczyńska; ⚭ (1) 18. Dezember 1704 Louis-Joseph de Bethune, Marquis de Charost († 11. September 1709 in der Schlacht bei Malplaquet); ⚭ (2) 15. Januar 1732 Charles-Philippe d’Albert, Duc de Luynes, Pair de France († 2. November 1758)

        2. Noël Brulart (* 28. Juni 1632; † 12. August 1694), Baron de Sombernon, Comte de Rouvres, 1655 Conseiller au Grand Conseil; ⚭ Mai 1655 Jeanne Gruin († 21. Mai 1686), Tochter von Charles Gruin, Seigneur des Bordes; ⚭ (2) Ursule-Françoise de Simiane de Monetha[16]
          1. (1) Denis-Noël Brulart (* um 1668; † 5. Oktober 1739 in Paris, ca. 71 Jahre alt), genannt le Marquis de Brulart, Marquis de Rouvres; ⚭ Juli 1695 Bonne-Marie Bachelier (* wohl 1676; † 5. Februar 1716 im 40. Lebensjahr), Tochter von Nicolas (alias Simon) Bachelier, Seigneur de Beaubourg et de Clotomont, Receveur général des Finances de la Généralité d’Orléans, und Marie-Madeleine de Broé de la Guette
            1. Simon-Louis Brulart, Chevalier, genannt le Marquis de Rouvres, Seigneur de Beaubourg etc.; ⚭ (Ehevertrag 23. Januar 1738[17]) Marie-Françoise Mallet, Tochter von Jacques-François Mallet, Seigneur de Chanteloup, Président en la Chambre des Comptes de Paris, und Françoise Lucas-de-Demuyn

          2. (1) Catherine Brulart; ⚭ 13. Dezember 1683 Armand Charles d’Anglebermer de Furstenberg, Marquis de Lagny
          3. (1) Madeleine Brulart (* wohl 1666; † 7. September 1761, 95 Jahre alt); ⚭ 8. Mai 1698[18] Louis de Tissart, Seigneur de Biche, de Toucheronde et de Villeneuve, Sohn von Daniel de Tissart, Seigneur de Clayes et de Biche, und Judith Hardy
          4. (1) 2 Töchter, Ursulinerinnen in Arc-en-Barrois
          5. (1) 5 Kinder, † jung
          6. (2) Tochter (* wohl 1694/95; † 1710 15/16 Jahre alt)
          7. (2), Sohn

        3. Denis Brulart, Malteserordensritter
        4. Jean-Baptiste, Roger, Pierre und Denis Brulart († jung)
        5. Charlotte Brulart († 5. Januar 1688); ⚭ (1) Louis Frère, Premier Président au Parlement de Dauphiné; ⚭ (2) Jean Amelot, Seigneur de Bisseuil, Maître des requêtes
        6. Claude und Françoise Brulart, Nonnen im Couvent des Filles de la Visitation Sainte-Marie in Dijon
        7. Marguerite, Marie-Louise und Catherine Brulart († jung)
        8. Elisabeth Brulart (* 14. Juli 1639) Nonne bei den Karmelitinnen von Dijon

      2. Roger Brulart
      3. Françoise Brulart; ⚭ 1613 Claude de Saulx († 1638), Comte de Buzançais, Vicomte de Tavannes, Sohn von Guillaume de Saulx, Vicomte de Tavannes, und Catherine de Chabot
      4. Anne Brulart, Karmelitin

    2. Noël Brulart, Baron de Sombernon, 2. Juni 1612 Maître des requêtes; ⚭ Charlotte Baillet, Tochter von Philippe Baillet, Seigneur de Vaugrenan en Bourgogne, und Marie Noblet
    3. Anne/Jeanne Brulart; ⚭ (1) Jacques Baillet, Seigneur de l’Esperviere, Conseiller au Grand Conseil; ⚭ (2) 1. Juni 1593[19] Érard Bouton, Seigneur de Chamilly
    4. Marguerite Brulart; ⚭ Jean-Baptiste le Goux, Seigneur de La Berchère, Premier Président du Parlement de Bourgogne
    5. Madeleine Brulart, Äbtissin von Molaise

  3. Pierre Brulart (* wohl 1535; † 12. April 1608, 73 Jahre alt), Seigneur de Crosne et de Genlis, 8. Juni 1569 Secrétaire des Commandements der Königin Caterina de’ Medici und Secrétaire d’État; ⚭ (Ehevertrag 10. September 1571) Madeleine Chevalier, Tochter von Joseph Chevalier, Seigneur de Malpierre et de Vaucouleurs, und Agnès de Chambly – Nachkommen siehe unten
  4. Nicolas Brulart († 14. November 1597), Abt von Saint-Martin d’Autun und Joyenval, Maître de la Chapelle du Roi, 5. August 1570 Maître des requêtes
  5. Marguerite Brulart; ⚭ Louis Alleaume, Seigneur de Verneuil, Lieutenant au présidial d’Orléans
  6. Ambroise Brulart; ⚭ Raoul Aurillot, Seigneur de Champlatreux, Conseiller au Parlement
  7. Madeleine Brulart; ⚭ Thierry Cauchon, Seigneur de Condé
  8. Jeanne Brulart; ⚭ Jean Gauchery, Seigneur de Grand-Champ, Secrétaire du Roi

### Die Marquis de Genlis
1. Pierre Brulart (* wohl 1535; † 12. April 1608, 73 Jahre alt), Seigneur de Crosne et de Genlis, 8. Juni 1569 Secrétaire des Commandements der Königin Caterina de’ Medici und Secrétaire d’État; ⚭ (Ehevertrag 10. September 1571) Madeleine Chevalier, Tochter von Joseph Chevalier, Seigneur de Malpierre et de Vaucouleurs, und Agnès de Chambly – Vorfahren siehe oben
  1. Gilles Brulart, Seigneur de Genlis, Crosne etc., Bailli und Gouverneur von Chauny, Gentilhomme ordinaire de la Chambre du Roi; ⚭ (1) Anne de Hallwin, Tochter von Charles de Hallwin, Seigneur de Piennes, Chevalier des Ordres du Roi, Gouverneur von Metz, und Jeanne/Anne Chabot; ⚭ (2) Claude aux Épaules, Tochter von François aux Épaules, Seigneur de Pizy, und Gabrielle de Laval, Marquise de Nesle
    1. (1) Charles Brulart († 1649 im Duell), Seigneur d’Abécourt
    2. (1) Florimond Brulart (* wohl 1601; † 10. Januar 1685 in der Picardie, 83 Jahre alt), Marquis de Genlis, Baron d’Abbécourt etc.; ⚭ (1) 6. Juni 1628 Charlotte de Blecourt († 1676 in Genlis), Tochter von Louis de Blecourt, Seigneur de La Tour-Brunetel, Bethencourt etc., und Charlotte de Gomer; ⚭ (2) 21. Februar 1678 Elisabeth-Marguerite de Bovelles, Tochter von Jean de Bovelles, Seigneur d’Eppeville bei Ham, und Elizabeth de l’Espinay
      1. (1) Florimond Brulart (II.) (* wohl 1629; † Ende November 1653 bei der Belagerung von Sainte-Menehould im 25. Lebensjahr), Marquis de Genlis, Mestre de camp eines Kavallerieregiments
      2. (1) Charles Brulart (* wohl 1628; † 2. November 1714, 86 Jahre alt), 1668 Erzbischof von Embrun
      3. (1) Claude Brulart († 15. April 1673), Marquis de Genlis, 1667 Oberst des Régiment de La Couronne; ⚭ 11. März 1669[20] Angélique Fabert (* wohl 1648; † 12. Oktober 1730, 82 Jahre alt), Tochter von Abraham Fabert, Marschall von Frankreich, und Claudine Richart-de-Clevant, sie heiratete in zweiter Ehe am 19. Januar 1677 François III. d’Harcourt, Marquis de Beuvron, 1688 Chevalier des Ordres du Roi
        1. Marie Anne Claude Brulart († 15. Dezember 1750); ⚭ 31. Januar 1687[21] Henri d’Harcourt (* 2. April 1654; † 19. Oktober 1718) Marquis de Beuvron, 1700 Duc d’Harcourt, 1703 Marschall von Frankreich, 1703 Kapitän der 4. Kompanie der Gardes du corps du roi, Chevalier des Ordres du Roi

      4. (1) François Brulart († 11. August 1675[22] in der Schlacht an der Konzer Brücke bei Trier), Seigneur de Bethencourt, 1673 Oberst des Régiment de La Couronne
      5. (1) Sohn, Mönch in Lisjean
      6. (1) Pierre Brulart (* wohl 1648; † 18. Januar 1733 auf Schloss Genlis im 85. Lebensjahr), geistlich, 1669 Abt von Saint-Elisabeth de Genlis, trat 1702 zurück, Marquis de Genlis; ⚭ Dezember 1703[23] Anne-Claude Brulart (* wohl 1679; † 14. März 1737, 58 Jahre alt), Tochter von Roger Brulart, Marquis de Sillery et de Puiseux, und Claudine Godet-de-Reyneville
        1. Charles (alias Pierre) Brulart (* wohl 1707; † 15. Mai 1753, 46 Jahre alt), Comte de Genlis en Picardie, dann Marquis; ⚭ November 1726 Louise Charlotte Françoise d’Hallencourt de Dromesnil (* wohl 1710, † 21. Mai 1742 in Paris, im 32. Lebensjahr), Tochter von Emmanuel Joseph d’Hallencourt, Marquis de Dromesnil, und Louise de Proisy-de-Morfontaines
          1. Charles Claude Brulart (* 15. März 1733), Marquis de Genlis; ⚭ (Ehevertrag 14. April 1765) NN de Riotot-de-Villemur (* wohl 1726; † 14. Februar 1750, 24 Jahre alt), Tochter von Jean-Baptiste-François de Riotot, Marquis de Villemur, Lieutenant-général (* wohl 1698; † 2. Januar 1763, 65 Jahre alt) und Charlotte-Maurice de Courten
          2. Charles Alexis Brulart, genannt le Comte de Genlis, Marquis de Sillery (* 21. Januar 1737;[24] † 31. Oktober 1793 guillotiniert); ⚭ 1763 Stéphanie-Félicité du Crest de Saint-Aubin (* 25. Januar 1746; † 31. Dezember 1830), Tochter von Pierre-César du Crest, Marquis de Saint-Aubin, und Félicité Mauguet de Mézières
            1. Caroline Jeanne Séraphne Brulart de Genlis (* 4. Dezember 1765; † 19. Dezember 1786) dite Demoiselle de Genlis; ⚭ Charles Ghislain François de Paule Armand de La Woestyne, 4. Marquis de Becelaere (* 16. November 1759), Sohn von François-Maximilien de La Woestyne, 3. Marquis de Becelaere, und Marrie Eléonore de Coblentz
            2. Edmée-Nicole Pulchérie Brulart den Genlis (* 11. März 1767; † 31. Januar 1847); ⚭ 3. Juni 1784 Jean-Baptiste Cyrus Marie Adélaïde de Timbrune de Valence (* 20. August 1757; † 4. Februar 1822), Comte de Valence
            3. Casimir Charles Philogène Brulart de Genlis (* 12. September 1768; † März 1783)
            4. Pamela Brulart de Sillery (* um 1773; † 9. November 1831; ihr Vater ist Louis-Philippe II. Joseph de Bourbon, duc d’Orléans (* 13. April 1747; † 6. November 1793 guillotiniert), genannt Philippe Égalité); ⚭ 27. Dezember 1792 Edward Fitzgerald (* 15. Oktober 1763; † 4. Juni 1798), Sohn von James Fitzgerald, 1. Duke of Leinster und Emily Lennox[25]

          3. Louis-Marie Brulart (* 28. November 1738) genannt l’Abbé de Genlis, † als Offizier im Régiment du Roi, Infanterie

      7. (1) Michel Brulart († Ende März 1701,[26] Malteserordensritter, Kommandeur von Collioure, Kapitän zur See
      8. (1) Michel Brulart († März 1677 beim Angriff auf ein Fort bei Saint-Omer), 1675 Oberst des Régiment de La Couronne
      9. (1) Hardouin Brulart († 30. April 1699 in Montpellier), Malteserordensritter, 1677 Oberst des Régiment de La Couronne, Kommandeur von Lüttich, Maréchal des Camps et Armées du Roi, Inspecteur général en Catalogne, Gouverneur von Girona
      10. (1) Louise Charlotte Brulart († vor 1759[27]), Nonne in der Abtei Origny
      11. (1) Marguerite († als Novizin in der Abtei Origny)
      12. (1) Marie und Henriette Brulart († klein)
      13. (1) Louise Catherine Brulart (* wohl 1655; † 24. April 1738 in Paris, 83 Jahre alt)
      14. (2) Florimonde Renée Brulart († jung)

    3. (1) Charles Brulart († 14. Mai 1669), Abt von Joyenval, Prior von Léon
    4. (1) François Brulart, Malteserordensritter
    5. (1) Anne Brulart
    6. (2) René Brulart (* wohl 1617; † 21. Dezember 1696, 79 Jahre alt), Marquis de Genlis, de Pizy, de Crosne etc., Gouverneur des Fort de Barault (in Montmélian) et des Frontières de Dauphiné, Lieutenant-général des Armées du Roi; ⚭ Anne de Longueval († Mai 1676), Comtesse de Thenelles, Tochter von Julien de Longueval, Seigneur de Thenelles, und Anne le Picard – Nachkommen ohne weitere Nachrichten

  2. Charles Brulart († 25. Juni 1649), Kanoniker an der Kathedrale von Paris, Abt von Joyenval und Neauphle, Prior von Léon, 1612–1615 Botschafter in Venedig, 1640 Botschafter auf dem Reichstag von Regensburg, Conseiller d’État
  3. Noël Brulart († 1597 bei der Belagerung von Amiens), Seigneur de Crosne
  4. Pierre Brulart, Conseiller au Grand Conseil, Abt von Saint-Martin d’Autun und Joyenval
  5. Nicolas Brulart († 27. Oktober 1659), Seigneur de Boulay, d’Obsonville, Kammerherr von Gaston de Bourbon, duc d’Orléans, Capitaine de son Palais à Paris; ⚭ Marie (alias Madeleine) de Cerisiers, Witwe von Pierre Brulart, Seigneur de Vaux
    1. François Brulart, Seigneur d’Obsonville, Kapitän im Régiment du Duc d’Orléans
    2. Isabelle/Elisabeth Brulart; ⚭ (1) Antoine/Alphonse de Civille, Seigneur de Gousseville; ⚭ (2) Charles de Sommieure, Comte du Lignon
    3. Anne Brulart(† 19. Dezember 1698); ⚭ Louis d’Estournel, Marquis de Frétoy
    4. Marie Brulart (* wohl 1635; † 17. April 1699, 64 Jahre alt); ⚭ 1662 Nicolas-Louis de l’Hôpital, Marquis de Vitry (* um 1648; † 1685), Außerordentlicher Gesandter Frankreichs in Polen, Sohn von Nicolas de L’Hospital, Duc de Vitry, Marschall von Frankreich, und Lucrèce Bouhier de Beaumarchais
    5. Madeleine Brulart, Nonne bei den Filles de Sainte-Marie in Melun

  6. Louis Brulart, Seigneur du Broussin et du Ranché, Grand Maître des Eaux et Forêts; ⚭ Madeleine Colbert († 27. Februar 1690), Tochter von Édouard Colbert, Seigneur de Villacerf, Conseiller secrétaire du Roi, und Marie Le Fouret (Haus Colbert)
    1. Pierre Brulart († 15. Oktober 1693), Seigneur du Broussin et du Ranché, Écuyer ordinaire du Roi; ⚭ Catherine Bauyn († 14. Mai 1698), Tochter von Prosper Bauyn, Conseiller au Parlement, und Catherine Boucherat, Witwe von André Goissard, Seigneur de La Gravelle, Maître des Comptes
      1. Louise Madeleine Brulart (* wohl 1660; † 13. Februar 1733, 63 Jahre alt); ⚭ (1) 25. Juni 1699 François Jules du Bouzet, Marquis de Roquépine, Mestre de camp eines Kavallerieregiments; ⚭ (2) 11. November 1704 François de la Vergne, Marquis de Tressan

    2. Charles Brulart (* wohl 1624, † 1. Juli 1712, 88 Jahre alt), Seigneur du Ranché, Kapitän im Régiment des Gardes françaises, Gouverneur von Le Quesnoy, Maréchal de camp; ⚭ Anne de la Bertherie († 19. Januar 1682), Witwe von Jean le Coigneux, Seigneur de Bezonville
    3. Édouard Brulart († 1676), Abt von Neauphle
    4. Louis Brulart, genannt le Chevalier de Broussin
    5. Louise Anne Madeleine Brulart († 24. Juli 1671); ⚭ Louis du Deffend, Seigneur de La Lande, Lieutenant des Gardes du Corps, Lieutenant-général au Gouvernement d’Orléans

  7. Madeleine Brulart; ⚭ François Robertet, Baron d’Aluye
  8. Marie Brulart; ⚭ (1) François, Baron de Mailloc en Normandie; ⚭ (2) François de Raveton, Seigneur de Chauvigny
  9. Elisabeth Brulart, Nonne in Saint-Antoine-des-Champs